# ゼニゴケシダ

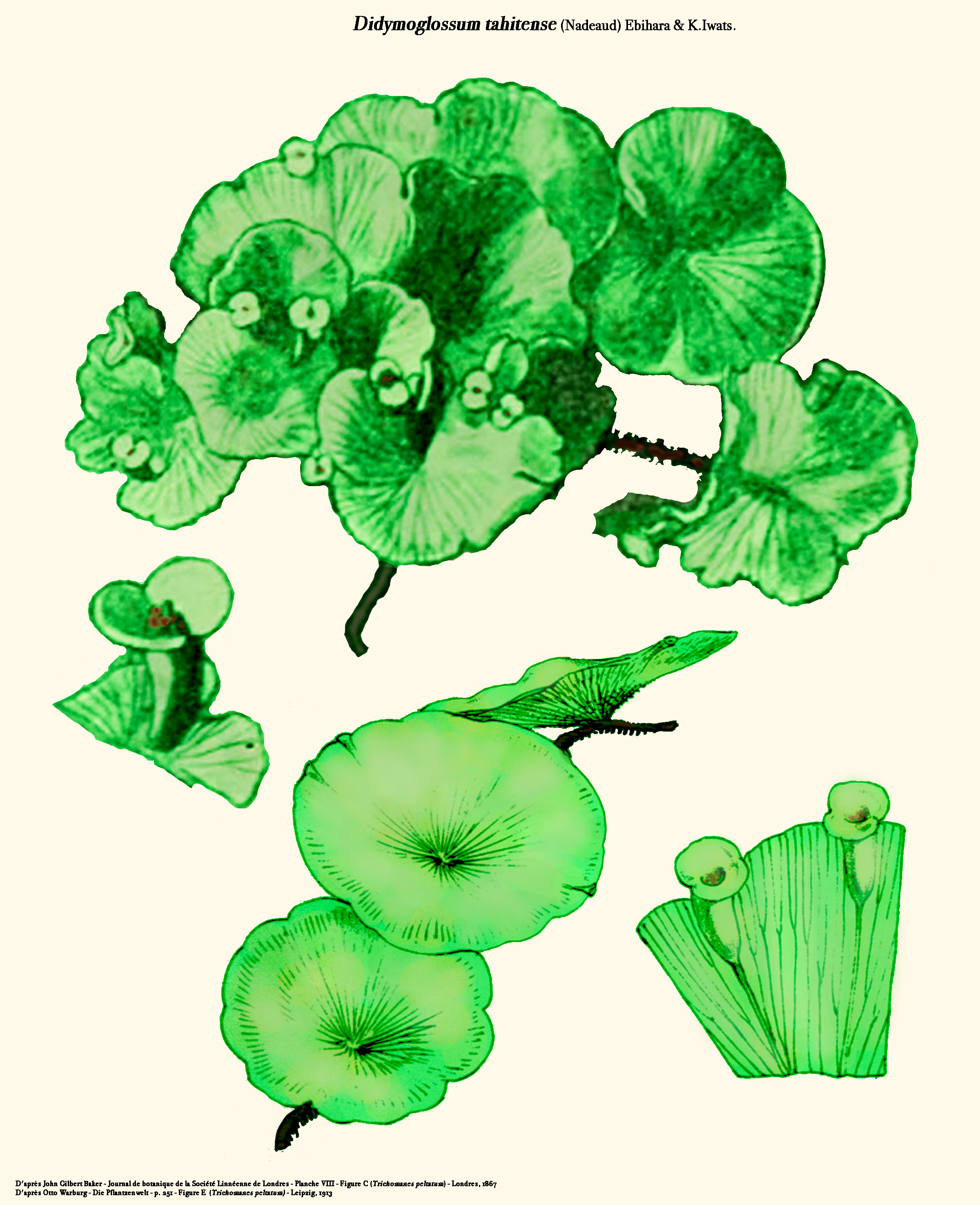
図版

ゼニゴケシダ(Trichomanes tahitense Nadeaud.)は、シダ植物門コケシノブ科マメゴケシダ属のシダである。まずコケにしか見えない植物である。

## 概説
コケシノブ科の植物は、ごく葉が薄く、小柄なものは苔のように見えるが、ゼニゴケシダはそれどころではなく特殊である。形態的には細長い根茎が横に這い、所々から葉を出す、というコケシノブ科の標準的な形であるが、葉がほぼ円形で、その中央で茎につながっていて、葉の裏全体で岩などに密着している。したがって、これを外から見れば円形の植物体が幾つも張り付いている、という風にしか見えない。名前の由来もゼニゴケに似たシダの意味である。

## 特徴
根茎は太さ0.8mmとごく細く、長く横に這う。全体に黒褐色の毛が生えている。葉は円形、葉柄はなく、直接に茎につながる。茎につながる部分は葉の裏面中央である。
このような葉と葉柄の関係を盾状と言い、普通は葉が葉柄と接する部分の両側が伸びて広がり（スイレンの葉を想定）、その部分が左右からくっついてしまえばこの形になる（ハスの葉を参照）。このような葉の例は他にもあり、その場合でも大抵は本来の葉先の方向ははっきりしているものだが、この種の場合、まず分からない。
しかも、この植物の葉は、その辺縁が成長を続けるという他に例のない特徴も持っている。このような例は、維管束植物としても余り例がない。葉はよく成長すると経4cmにも達するが、普通は2cm位までである。なお、葉が成長し続けるが、完全に均等な成長はなかなか実現しないので、当初は比較的きれいな円形であるが、やがて不規則な形になりやすい。はじめは淡い緑で、後に深緑になる。葉は薄くてやや硬い。裏面には毛が生えて基質に張り付いているので、なおさら苔に見える。
胞子のう群は葉の縁の葉脈の端から出る。包膜は杯状で、葉の縁から伸び出して上を向き、先端が大きく広がる。何やらラッパのようで奇妙であるが、これはコケシノブ科としてはそれほど突飛なものではない。

## 分布等
日本では奄美大島以南の琉球列島と小笠原諸島に分布し、特に八重山等では比較的普通に見られる。国外ではジャワやタヒチにかけて分布する。
岩や樹皮に付着する着生植物である。特に湿った場所を好み、渓流沿いの岩などに着いているのもよく見かける。かなり暗い環境にも生育している。

## 近似種
基本的な特徴からマメゴケシダ属に含められているが、上記のような特殊な特徴を持つのはこの種だけであり、似たものは他にない。日本にはこの属にもう二種が知られるが、特に近縁ではない。
むしろ苔類の方が似ているとも思われるが、本種のように丸い形の苔類はない。なお、葉全体に二又分枝した葉脈が存在するため、苔類とは明確に区別できる（苔類は葉脈的な構造を持たないのが特徴の一つとなっている）。